# Saint-Germain-de-Longue-Chaume
Saint-Germain-de-Longue-Chaume és un municipi francès situat al departament de Deux-Sèvres i a la regió de la Nova Aquitània. L'any 2007 tenia 378 habitants.

## Demografia

### Població
El 2007 la població de fet de Saint-Germain-de-Longue-Chaume era de 378 persones. Hi havia 160 famílies de les quals 40 eren unipersonals (20 homes vivint sols i 20 dones vivint soles), 60 parelles sense fills, 52 parelles amb fills i 8 famílies monoparentals amb fills.
La població ha evolucionat segons el següent gràfic:
Habitants censats

### Habitatges
El 2007 hi havia 186 habitatges, 162 eren l'habitatge principal de la família, 9 eren segones residències i 15 estaven desocupats. 181 eren cases i 4 eren apartaments. Dels 162 habitatges principals, 126 estaven ocupats pels seus propietaris, 32 estaven llogats i ocupats pels llogaters i 4 estaven cedits a títol gratuït; 2 tenien dues cambres, 20 en tenien tres, 50 en tenien quatre i 90 en tenien cinc o més. 124 habitatges disposaven pel capbaix d'una plaça de pàrquing. A 73 habitatges hi havia un automòbil i a 77 n'hi havia dos o més.

### Piràmide de població
La piràmide de població per edats i sexe el 2009 era:
| Homes | Edats   | Dones |
| ----- | ------- | ----- |
| 0     | 95 o +  | 0     |
| 0     | 90 a 94 | 4     |
| 4     | 85 a 89 | 0     |
| 0     | 80 a 84 | 0     |
| 0     | 75 a 79 | 12    |
| 28    | 70 a 74 | 20    |
| 12    | 65 a 69 | 12    |
| 20    | 60 a 64 | 12    |
| 12    | 55 a 59 | 12    |
| 16    | 50 a 54 | 12    |
| 4     | 45 a 49 | 8     |
| 12    | 40 a 44 | 8     |
| 12    | 35 a 39 | 0     |
| 0     | 30 a 34 | 12    |
| 20    | 25 a 29 | 16    |
| 8     | 20 a 24 | 12    |
| 4     | 15 a 19 | 0     |
| 4     | 10 a 14 | 4     |
| 8     | 5 a 9   | 4     |
| 12    | 0 a 4   | 12    |

## Economia
El 2007 la població en edat de treballar era de 220 persones, 153 eren actives i 67 eren inactives. De les 153 persones actives 137 estaven ocupades (76 homes i 61 dones) i 16 estaven aturades (4 homes i 12 dones). De les 67 persones inactives 36 estaven jubilades, 13 estaven estudiant i 18 estaven classificades com a «altres inactius».

### Ingressos
El 2009 a Saint-Germain-de-Longue-Chaume hi havia 169 unitats fiscals que integraven 396 persones, la mediana anual d'ingressos fiscals per persona era de 12.557 €.

### Activitats econòmiques
Dels 15 establiments que hi havia el 2007, 2 eren d'empreses extractives, 2 d'empreses de fabricació d'altres productes industrials, 6 d'empreses de construcció, 3 d'empreses de comerç i reparació d'automòbils, 1 d'una empresa d'hostatgeria i restauració i 1 d'una empresa de serveis.
Dels 9 establiments de servei als particulars que hi havia el 2009, 2 eren tallers de reparació d'automòbils i de material agrícola, 2 paletes, 1 guixaire pintor, 1 lampisteria, 1 electricista, 1 empresa de construcció i 1 restaurant.
L'any 2000 a Saint-Germain-de-Longue-Chaume hi havia 33 explotacions agrícoles que ocupaven un total de 901 hectàrees.

## Poblacions més properes
El següent diagrama mostra les poblacions més properes.